# Marsac (Charente)
Marsac è un comune francese di 823 abitanti situato nel dipartimento della Charente, nella regione della Nuova Aquitania.

## Società

### Evoluzione demografica
Abitanti censiti